# El tragabalas
El tragabalas es una película de comedia, drama y wéstern mexicana de 1966, escrita por José María Fernández Unsáin, dirigida por Rafael Baledón y protagonizada por Eulalio González «El Piporro», Flor Silvestre, Evangelina Elizondo y Lorena Velázquez.

## Argumento
Piporro de la Muerte, más conocido como «El Tragabalas», es un mensajero muy certero cuando usa la pistola, erigiéndose como un defensor de las causas justas y dejando a las mujeres sin aliento.

## Reparto
- Eulalio González «El Piporro» como El Tragabalas
- Julio Aldama como Comisario
- Flor Silvestre como Lola
- Evangelina Elizondo como Luz
- José Ángel Espinoza «Ferrusquilla» como Viejo preso
- Dagoberto Rodríguez como Pedro
- Lorena Velázquez como Rosa
- Eric del Castillo como Narciso
- Carlos León como Vicente Lara
- Guillermo Álvarez Bianchi como Don Tobias
- Ramón Valdés como Soldado
- Manuel Alvarado como Cantinero gordo (no acreditado)
- José Luis Fernández como El seguro (no acreditado)
- Jesús Gómez como Perpetuo Gómez (no acreditado)
- Leonor Gómez como Mesera fonda (no acreditada)
- Regino Herrera como Pueblerino (no acreditado)
- Vicente Lara como El coralillo (no acredited)
- Rubén Márquez como Gerente hotel (no acreditado)
- Mario Sevilla como Padre de Lola (no acreditado)
- Manuel Vergara «Manver» como Nemesio, carcelero (no acreditado)

## Banda sonora
- "El Tragabalas", escrita por Eulalio González.
- "Triqui-triqui-trac", escrita por Eulalio González.
- "Esta tristeza mía", escrita por Antonio Valdez.
- "Entrega total", escrita por Abelardo Pulido e interpretada por Flor Silvestre y Mariachi México de Pepe Villa.